# A.A. Milne
Alan Alexander Milne (født 18. januar 1882, død 31. januar 1956) var en engelsk digter, dramatiker, essayist og forfatter. Milne var bl.a. assisterende redaktør og bidragyder til Punch, men er mest kendt for børnebøgerne om Peter Plys, den fantastiske bjørn, og hans venner i Hundredmeterskoven, først og fremmest i Peter Plys (1926, da. 1930) og Peter Plys og hans venner (1928, da. 1931).